# Serjania dumicola
Serjania dumicola är en kinesträdsväxtart som beskrevs av Ludwig Radlkofer. Serjania dumicola ingår i släktet Serjania och familjen kinesträdsväxter. Inga underarter finns listade i Catalogue of Life.